# وندر (فلم)
وندر أو أعجوبة (بالإنجليزية: Wonder) هو فيلم دراما أمريكي للمخرج ستيفن تشبوسكي تم إنتاجه سنة 2017. الفيلم من كتابة جاك ثورن وستيفين كونراد والذين استندوا على الرواية التي تحمل نفس الاسم للكاتب راكيل جراميلو، ومن بطولة الطفل يعقوب تريمبلاي وجوليا روبرتس. تستند القصة أساساً على طفل مصاب بمتلازمة تريتشر كولينز.

## القصة
يحكي الفيلم قصة الطفل أوغي والذي يولد مشوهاً حيثُ يشخص الأطباء إصابته بمتلازمة تريتشر كولينز، وتعرض بعدها لـ27 عملية. تبدأ رواية القصة عندما يكون أوغي مهيأ لدخول الصف الخامس، وقد كان في السابق يدرس في البيت فقط، لكن أمه إيزابيل تقرر إدخاله المدرسة في محاولة منها لجعله طفلاً طبيعياً. بعد موافقة أوغي على دخول المدرسة بعدما قام بجولةٍ فيها، بتعرض إلى النبذ من جميع طلاب المدرسة إلا زميل واحد في الصف هو «جاك ويل».
تتوقف صداقة أوغي وجاك منذ عيد الهالويين، حيثُ كان أوغي يرتدي وجه الشبح متحمساً جداً لليوم الذي لا يرى الآخرين وجهه ويعاملوه بلطف، لكن بمجرد دخوله للغرفة الصفية يسمع لكلام صديقه جاك وهو لا يعرف بأن أوغي موجود فيقول بأنه سينتحر لو أن لديه وجهٌ مثل وجه أوغي. فيقطع أوغي علاقته نهائياً بجاك، ويقول لوالديه أنه لا يريد الذهاب للمدرسة مجدداً، لكنه استطاع تجاوز الحالة بمساعدة أخته المراهقة فيا. يعود أوغي مجدداً للمدرسة ولكنه وحيداً، لكن صديقة جديدة «سمر» تصر على أن تكون صديقته رغم انتقادات زميلاتها. رغم الشكوك التي تراود أوغي بأن سمر جلست برفقته لأن إدارة المدرسة أمرتها بذلك شفقةً عليه، إلا أنها تؤكد له عدم صحة ما يظنه. وبشكل سريع يفصح لها عن سبب عدم تكلمه مع زميله السابق جاك.
رغم المحاولات المتكررة لجاك للعودة لرفقة أوغي أو حتى لمعرفة سبب خصامه له، لجأ جاك لزميلته سمر لمعرفة السبب، فتقول له تذكر وجه الشبح في عيد الهالويين فقط ولا تفصح عن باقي القصة، والذي كان سبباً لمعرفة جاك سبب الخصام. خلال حصة العلوم تطلب المعلمة عمل مشروع علمي بين طالبين، فيكون أوغي مع جاك في نفس الفريق رغم محاولات زميلهم «جوليان» لأخذ جاك لصفه، ولكن جاك عاد وأصّر دخوله بفريق أوغي. والتي تطورت إلى اشتباك بالأيدي بين جاك وجوليان بسبب الاستهزائات التي يقولها جوليان عن أوغي.
عادت العلاقة بين جاك وأوغي بعد اعتذار جاك عن ما بدر منه خلال محادثة بينه على لعبة ماين كرافت الإلكترونية. لكن مضايقات جوليان ومجموعته استمرت مراراً وتكراراً بواسطة صور ورسومات وكتابات عن شكل أوغي المخيف. تصل حالة التنمر لمدير المدرسة السيد توشمان والذي استدعى والدي جوليان وأعطاهم أدلة من بينها صورة لأفراد الصف وقد تمت إزالة أوغي بواسطة الفوتوشوب، والتي اعترفت أم جوليان بأنها هي من قام بعملها، ودافعت عن ابنها باستبسال ورفضت التهم الموجهة لإبنها ودخلت بمناوشة لفظية مع المدير والتي ذكرته بدعم الأسرة للمدرسة. رفض المدير كل المبررات واصر على إعطاء جوليان عقوبة الإيقاف لمدة يومان، مما هدد فيها الوالدان بسحب ابنهم من المدرسة، لكن كل ذلك جعل جوليان يعتذر للمدير. في نهاية العام الدراسي لأوغي، قررت إدارة المدرسة إقامة رحلة مدرسية في إحدى المدن الجميلة لقضاء يوماً فيها بوحود جميع الطلبة، هنا يحدث شجار بين ثلاث طلاب من الصف السابع مع أوغي وصديقه لأنهم سخروا من مظهر أوغي وفجأة يظهرون أصدقاء أوغي لينضموا إلى الشجار دفاعاً عن أوغي وصديقه جاك، ثم يهربون محاولين انقاذ أنفسهم وأوغي من طلاب الصف السابع. وعندما تنتهي الرحلة يعود أوغي لأهله مجدداً، ثم يبدأ في اليوم التالي احتفال نهاية العام الدراسي وبتخرج طلبة الصف الخامس واعطاء قلادة لأكثر شخصية طلابية مميزة بالقوة والإصرار وكانت تلك القلادة من نصيب أوغي الذي كان الطالب المميز وهنا تبدأ رحلة جديدة لأوغي.

## قائمة الممثلين
- جوليا روبرتس بدور «إيزابيل بولمان»
- أوين ويلسون بدور «نات بولمان»
- جيكوب تريمبلاي بدور «أوغست (أوغي) بولمان»
- إيزابيلا فيدوفيتش بدور «أوليفا (فيا) بولمان»
- نواه جوب بدور «جاك ويل»
- ماندي باتينكين بدور «مستر توشمان»
- علي ليبرت «آنسة بيتوسا»

## الميزانية والإيرادات
بلغت تكلفة إنتاج الفيلم حوالي 20 مليون دولار بينما حقق إيرادات تقدر بـ 202.5 مليون دولار.

## وصلات خارجية
- مقالات تستعمل روابط فنية بلا صلة مع ويكي بيانات

لا توجد روابط لمواقع التواصل الاجتماعي.